# Mercedes-Benz M272 (двигатель)
Mercedes-Benz M272 (код 272.9XX) — бензиновый шестицилиндровый поршневой двигатель внутреннего сгорания компании Mercedes-Benz, представленный в 2004 году на новом автомобиле SLK-класса (модель серии R171). Заменил двигатель Mercedes-Benz M112. Рыночная индексация — 350.
Применялся на автомобилях C-, E- и S-классов, а также в CLS-, SLK-, CLK-, SL-, R-классах и внедорожниках GLK и ML. Кроме того, двигателем оснащались Mercedes-Benz Sprinter W906 и Vito/Viano.

## История
Представленный на Mercedes-Benz SLK 350 (R171) в 2004 году двигатель М272 Е35 стал очередным шагом на пути развития силовых агрегатов в конфигурации V6 от компании Mercedes-Benz и предназначался для замены устаревших моторов М112 Е32 и M112 E37. Помимо 3.5-литровой версии в новое семейство вошли варианты Е25 и Е30, с рабочим объёмом 2.5 и 3 литра соответственно. Разработка двигателя велась в Штутгарте, Германия, в общей сложности около 400 прототипов было разработано для тестирования.
В 2006 году был представлен 3.5-литровый V6 вариант (DE35) с непосредственным впрыском топлива (CGI) на автомобиле Mercedes-Benz CLS 350.
С осени 2010 года начался постепенный переход от Mercedes-Benz M272 на силовой агрегат M276 для всех автомобилей компании, завершившийся в 2013 году.

## Описание

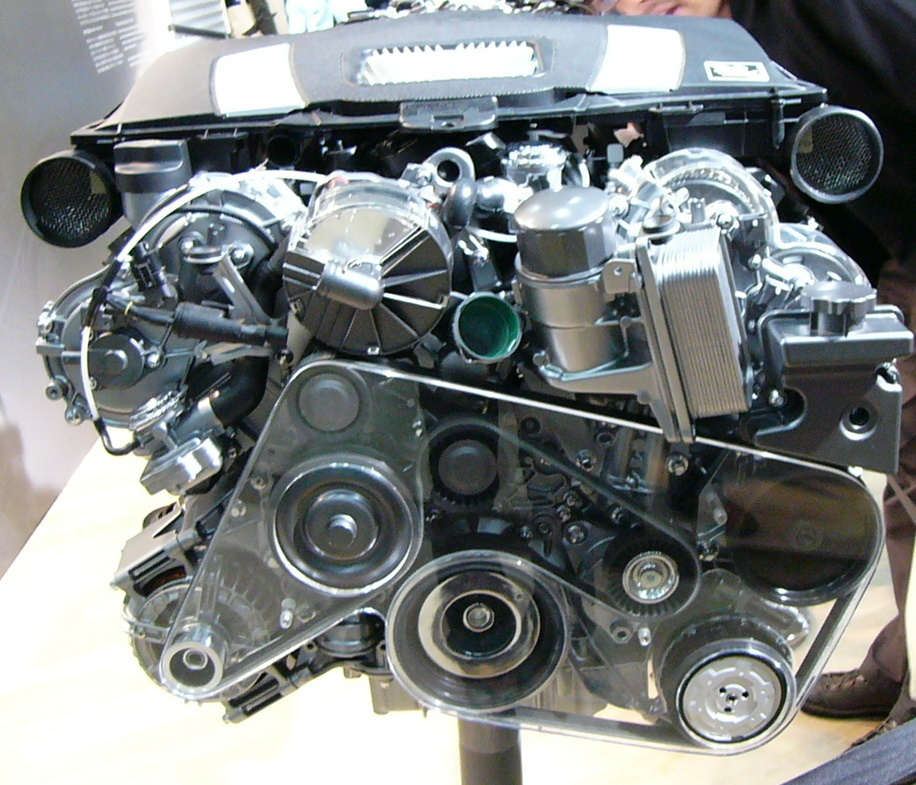
Mercedes-Benz M272 V6 3.5 на Токийском автосалоне 2005 года

Mercedes-Benz M272 представляет собой семейство бензиновых двигателей в конфигурации V6 с различным рабочим объёмом и мощностью. Все варианты силового агрегата имеют алюминиевые блоки цилиндров с углом 90°. Газораспределительный механизм — DOHC, 4 клапана на цилиндр, стержни впускных клапанов уменьшены с 7 мм до 6 мм, диаметр впускных клапанов 39,5 мм, выпускных — 30 мм. Системы питания — инжекторный и прямой (в варианте 3,5-литрового V6) впрыск топлива. Все версии двигателя оснащаются коваными стальными шатунами (облегченными на 20 %), цельнолитым коленчатым валом, алюминиевыми поршнями с железным покрытием и впускным коллектором из магния. Как и в M112, уравновешивающий вал установлен в блоке цилиндров между рядами цилиндров для снижения вибраций первого и второго порядка V-образной конструкции.
На двигателе М272 впервые в рамках компании применена бесступенчатая система изменения фаз газораспределения на обоих валах. Кроме того на нём установлены гидрокомпенсаторы, двухступенчатый впускной коллектор с переменной длиной, переключение на одной свече зажигания на цилиндр и роликовые толкатели с автоматической регулировкой зазора клапанов. Привод ГРМ осуществляется двойной роликовой цепью. На верхней части двигателя установлена система управления двигателем Bosch ME 9.7. В дополнение к управлению впрыском топлива, углом опережения зажигания, вихревыми заслонками и переменной длиной впускного коллектора, система также контролирует циркуляцию охлаждающей жидкости — механический термостат заменила новая электронная система управления. Масло-водяной теплообменник расположен на двигателе.
Мощность силового агрегата колеблется от 204 до 316 лошадиных сил. Количество выбросов соответствует экологическим нормам стандарта Евро-6. Рекомендуемое топливо — АИ-95.
Двигатель M272 в основном интегрировался с семиступенчатой автоматической коробкой передач 7G-Tronic, с пятиступенчатой автоматической коробкой передач 5G-Tronic(для версии M272E30 4matic и M272E35 4matic), а так же был доступен и с 6-ступенчатой механической коробкой передач (например, в SLK R171).

### E35
Версия E35 (как KE, так и DE) обладает рабочим объёмом в 3,5 литра (3498 куб. см). Диаметр цилиндров составляет 92,9 мм, ход поршня равняется 86 мм. Расстояние между цилиндрами — 106 мм. Мощность силового агрегата составляет 272 л.с. (200 кВт) при 6000 оборотов в минуту, крутящий момент — 350 Н·м при 3500 об/мин.
Вариант с непосредственным впрыском дебютировал в 2006 году и дополнялся индексом CGI. Впервые он был установлен на CLS350 CGI и генерировал 292 л.с. (215 кВт) и 365 Н·м крутящего момента. Несмотря на повышение мощности расход топлива сократился. В 2008 году мощность обычного (не CGI) варианта двигателя была увеличена до 316 л.с. (232 кВт) при 6500 оборотов в минуту, крутящий момент возрос до 360 Н·м при 4900 об/мин. Этого удалось достичь за счёт повышения предельных оборотов до 7200 в минуту, увеличения степени сжатия и других модификаций.

### E30
Версия Е30 обладает рабочим объёмом в 3,0 литра (2996 куб. см). Диаметр цилиндров составляет 88 мм, ход поршня равняется 82 мм. Мощность силового агрегата составляет 231 л.с. (170 кВт) при 6000 оборотов в минуту, крутящий момент — 300 Н·м крутящего момента при 2500—5000 об/мин.

### E25
Версия E25 обладает рабочим объёмом в 2,5 литра (2496 куб. см). Диаметр цилиндров составляет 88 мм, ход поршня равняется 68,4 мм. Мощность силового агрегата составляет 204 л.с. (150 кВт) при 6100 оборотах в минуту, крутящий момент — 245 Н·м при 2900—5500 об/мин.

### Технические характеристики
| Версия                      | Диаметр цилиндра × ход поршня [мм] | Рабочий объём [см3] | Степень сжатия | Мощность [кВт/л.с.] обороты | Крутящий момент [Н·м] обороты |
| --------------------------- | ---------------------------------- | ------------------- | -------------- | --------------------------- | ----------------------------- |
| M272 KE25                   | 88,0 × 68,4                        | 2496                | 11,2 : 1       | 150/204 при 6200            | 245 при 2900–5500             |
| M272 KE30                   | 88,0 × 82,1                        | 2996                | 11,3 : 1       | 170/231 при 6000            | 300 при 2500–5000             |
| M272 KE35                   | 92,9 × 86,0                        | 3498                | 10,7 : 1       | 190/258 при 6000            | 340 при 2500–5000             |
| M272 KE35                   | 92,9 × 86,0                        | 3498                | 10,7 : 1       | 200/272 при 6000            | 350 при 2400–5000             |
| M272 DE35 CGI               | 92,9 × 86,0                        | 3498                | 12,2 : 1       | 215/292 при 6400            | 365 при 3000–5100             |
| M272 KE35 Sportmotor (R171) | 92,9 × 86,0                        | 3498                | 11,7 : 1       | 224/305 при 6500            | 360 при 4900                  |
| M272 KE35 Sportmotor (R230) | 92,9 × 86,0                        | 3498                | 10,5 : 1       | 232/316 при 6500            | 360 при 4900                  |

### Основная
- Peter Lückert, Anton Waltner, Erhard Rau, Guido Vent, Hans-Christoph Wolf. Der neue V6-Ottomotor M 272 von Mercedes-Benz // MTZ - Motortechnische Zeitschrift. — Vieweg Verlag, 2004. — Июнь (т. 65, № 6). — С. 436-452. — ISSN 2192-8843. — doi:10.1007/BF03227190.
- Julian Edgar. The New Mercedes 3.5-litre V6 // Auto Speed. — 2004. — 25 марта (№ 273). Архивировано 15 января 2016 года.
- H Zhao. Advanced Direct Injection Combustion Engine Technologies and Development: Gasoline and Gas Engines. — Elsevier, 2014. — С. 39-40. — 312 с. — ISBN 9781845697327.

### Сервисные книги, руководства по ремонту
- Mercedes-Benz E-Class: Petrol Workshop Manual W210 & W211 Series 2000 - 2006. — Brooklands Books, 2013. — С. 53. — 193 с. — ISBN 9781855207295.
- Mercedes-Benz ML Petrol Models Series 163 and 164 Workshop Manual 1998-2006 Owners Edition: Petrol Engines Covered: M111, M112, M113, M272. 4-Cyl. V6 and V8. — Brooklands Books, 2015. — 216 с. — ISBN 9781783180523.